# Нью-Сейнтс
Нью-Сейнтс, також відомий як TNS (англ. The New Saints of Oswestry Town & Llansantffraid Football Club, валл. Clwb Pêl-droed y Seintiau Newydd)) — британський футбольний клуб, який представляє міста Ллансантфрайд, графство Повіс, Уельс і Освестрі, Шропшир, Англія (розміщені за 13 кілометрів одне від одного). Заснований 1959 року.

## Назви клубу
- 1860–1997: ФК «Ллансантфрайд» (англ. F.C. Llansaintfraid
- 1997—2006: «Тотал Нетворк Солюшнс» (англ. Total Network Solutions)
- 2006— : Нью-Сейнтс (англ. The New Saints F.C.)

## Досягнення
- Чемпіон Уельсу (17): 1999/00, 2004/05, 2005/06, 2006/07, 2009/10, 2011/12, 2012/13, 2013/14, 2014/15, 2015/16, 2016/17, 2017/18, 2018/19, 2021/22, 2022/23, 2023/24, 2024/25
- Володар кубка Уельсу (10): 1995/96, 2004/05, 2011/12, 2013/14, 2014/15, 2015/16, 2018/19, 2021/22, 2022/23, 2024/25
- Володар кубка валлійської ліги (11): 1994/95, 2005/06, 2008/09, 2009/10, 2010/11, 2014/15, 2015/16, 2016/17, 2017/18, 2023/24, 2024/25

## Участь в єврокубках
Станом на 10 липня 2018
| Турнір                      | М  | В  | Н | П  | МЗ | МП  | Різ |
| --------------------------- | -- | -- | - | -- | -- | --- | --- |
| Ліга чемпіонів УЄФА         | 32 | 8  | 4 | 20 | 33 | 58  | –25 |
| Ліга Європи УЄФА            | 20 | 2  | 3 | 15 | 15 | 51  | –36 |
| Кубок володарів кубків УЄФА | 2  | 0  | 1 | 1  | 1  | 6   | –5  |
| Разом                       | 54 | 10 | 8 | 36 | 49 | 115 | –66 |

| Сезон   | Змагання               | Раунд | Клуб              | 1-а гра | 2-а гра | В сукупності |
| ------- | ---------------------- | ----- | ----------------- | ------- | ------- | ------------ |
| 1996–97 | Кубок володарів кубків | КР    | Рух Хожув         | 1–1 (Д) | 0–5 (В) | 1–6          |
| 2000–01 | Ліга чемпіонів         | 1КР   | ФКІ Левадія       | 2–2 (Д) | 0–4 (В) | 2–6          |
| 2001–02 | Кубок УЄФА             | КР    | Полонія Варшава   | 0–4 (В) | 0–2 (Д) | 0–6          |
| 2002–03 | Кубок УЄФА             | КР    | Аміка             | 0–5 (В) | 2–7 (Д) | 2–12         |
| 2003–04 | Кубок УЄФА             | КР    | Манчестер Сіті    | 0–5 (В) | 0–2 (Д) | 0–7          |
| 2004–05 | Кубок УЄФА             | 1КР   | Естерс            | 0–2 (В) | 1–2 (Д) | 1–4          |
| 2005–06 | Ліга чемпіонів         | 1КР   | Ліверпуль         | 0–3 (В) | 0–3 (Д) | 0–6          |
| 2006–07 | Ліга чемпіонів         | 1КР   | МюПа              | 0–1 (В) | 0–1 (Д) | 0–2          |
| 2007–08 | Ліга чемпіонів         | 1КР   | Вентспілс         | 3–2 (Д) | 1–2 (В) | 4–4 (г)      |
| 2008–09 | Кубок УЄФА             | 1КР   | Судува            | 0–1 (В) | 0–1 (Д) | 0–2          |
| 2009–10 | Ліга Європи            | 1КР   | Фрам              | 1–2 (В) | 1–2 (Д) | 2–4          |
| 2010–11 | Ліга чемпіонів         | 2КР   | Богеміан          | 0–1 (В) | 4–0 (Д) | 4–1          |
| 2010–11 | Ліга чемпіонів         | 3КР   | Андерлехт         | 1–3 (Д) | 0–3 (В) | 1–6          |
| 2010–11 | Ліга Європи            | ПО    | ЦСКА Софія        | 0–3 (В) | 2–2 (Д) | 2–5          |
| 2011–12 | Ліга Європи            | 1КР   | Кліфтонвілль      | 1–1 (Д) | 1–0 (В) | 2–1          |
| 2011–12 | Ліга Європи            | 2КР   | Мідтьюлланн       | 1–3 (Д) | 2–5 (В) | 3–8          |
| 2012–13 | Ліга чемпіонів         | 2КР   | Гельсінгборг      | 0–0 (Д) | 0–3 (В) | 0–3          |
| 2013–14 | Ліга чемпіонів         | 2КР   | Легія             | 1–3 (Д) | 0–1 (В) | 1–4          |
| 2014–15 | Ліга чемпіонів         | 2КР   | Слован Братислава | 0–1 (В) | 0–2 (Д) | 0–3          |
| 2015–16 | Ліга чемпіонів         | 1КР   | Б36 Торсгавн      | 2–1 (В) | 4–1 (Д) | 6–2          |
| 2015–16 | Ліга чемпіонів         | 2КР   | Відеотон          | 0–1 (Д) | 1–1 (В) | 1–2          |
| 2016–17 | Ліга чемпіонів         | 1КР   | Тре Пенне         | 2–1 (Д) | 3–0 (В) | 5–1          |
| 2016–17 | Ліга чемпіонів         | 2КР   | АПОЕЛ             | 0–0 (Д) | 0–3 (В) | 0–3          |
| 2017–18 | Ліга чемпіонів         | 1КР   | Юероп             | 1–2 (Д) | 3–1 (В) | 4–3          |
| 2017–18 | Ліга чемпіонів         | 2КР   | Рієка             | 0–2 (В) | 1–5 (Д) | 1–7          |
| 2018–19 | Ліга чемпіонів         | 1КР   | Шкендія           | 0–5 (В) | 4–0 (Д) | 4–5          |
| 2018–19 | Ліга Європи            | 2КР   | Лінкольн Ред Імпс | 2–1 (Д) | 1–1 (В) | 3–2          |
| 2018–19 | Ліга Європи            | 3КР   | Мідтьюлланн       | 0–2 (Д) | 1–3 (В) | 1–5          |
| 2019–20 | Ліга чемпіонів         | 1КР   | Феронікелі        | 2–2 (Д) | 1–0 (В) | 3–2          |
| 2019–20 | Ліга чемпіонів         | 2КР   | Копенгаген        | 0–2 (Д) | 0–1 (В) | 0–3          |
| 2019–20 | Ліга Європи            | 3КР   | Лудогорець        | 0–5 (В) | 0–4 (Д) | 0–9          |

Примітки
- КР: Кваліфікаційний раунд
- 1КР: Перший кваліфікаційний раунд
- 2КР: Другий кваліфікаційний раунд
- 3КР: Третій кваліфікаційний раунд
- ПО: Раунд плей-оф
- Д: Домашня гра
- В: Гра на виїзді